# Izwaryne
Izwaryne (ukr. Ізварине) – osiedle typu miejskiego na Ukrainie, w obwodzie ługańskim, w faktycznie niefunkcjonującym rejonie dołżańskim, od 2014 pod kontrolą marionetkowej, uzależnionej od Rosji Ługańskiej Republiki Ludowej. W 2001 liczyło 2091 mieszkańców, spośród których 87 wskazało jako ojczysty język ukraiński, 1984 rosyjski, 1 mołdawski, 4 ormiański, 4 romski, a 11 inny.

## Urodzeni
- Lubow Szewcowa